# Baracoa
Baracoa (2015: 81.000 inwoners) is een stad en gemeente in het zuidoosten van Cuba in de provincie Guantánamo. Baracoa ligt bijna op het meest oostelijke gedeelte van het eiland Cuba aan de Atlantische Oceaan.

## Geschiedenis
Ongeveer op 27 november 1492 landde Christoffel Columbus op de plaats waar nu de haven van de stad Baracoa is. Dit zou de eerste keer zijn dat Columbus op het eiland Cuba voet aan land zette. Hij schreef over de landing in zijn dagboek: ... het mooiste gebied in de wereld ... toen ik er in rondliep was het wonderschoon om de bossen, de ongereptheid, het heldere water en de vogels te horen zeggen dat ze deze plaats niet willen verlaten .... Vier dagen na zijn aankomst zou hij daar het kruis Cruz de la Parra neer hebben gezet. In zijn dagboek beschreef Columbus een plaats die lag vanwaaruit een tafelberg gezien kon worden en die tussen twee baaien lag, een beschrijving waaraan Baracoa voldoet. De inwoners van de plaats Gibara en een aantal historici twijfelen hier echter aan; zij zeggen dat Gibara de plaats was waar Columbus voor het eerst aan land kwam op Cuba. De Cruz de la Parra is nog te bezichtigen in de kathedraal Nuestra Señora de la Asunción.

### Stichting
Omstreeks 15 augustus 1511 (de officiële stichtingsdatum van de stad) werd de plaats zelf gesticht met de bouw van een villa door de Spaanse ontdekkingsreiziger Diego Velázquez de Cuéllar die de plaats Nuestra Señora de la Asunción de Baracoa noemde. In 1518 wordt de eerste Cubaanse bisschop er benoemd door Paus Leo X. Hiermee is Baracoa de oudste Europese vestigingsplaats op Cuba.

## Geografie
De Toarivier mondt bij de stad in de Atlantische Oceaan uit. De tafelberg El Yunque de Baracoa kijkt over de stad uit. De bergrug Cuchillas de Toa ligt op 32 kilometer ten westen van de stad. Het nationale park Parque Nacional Alejandro de Humboldt ligt 20 kilometer ten noorden van Baracoa en is van hieruit bereikbaar.

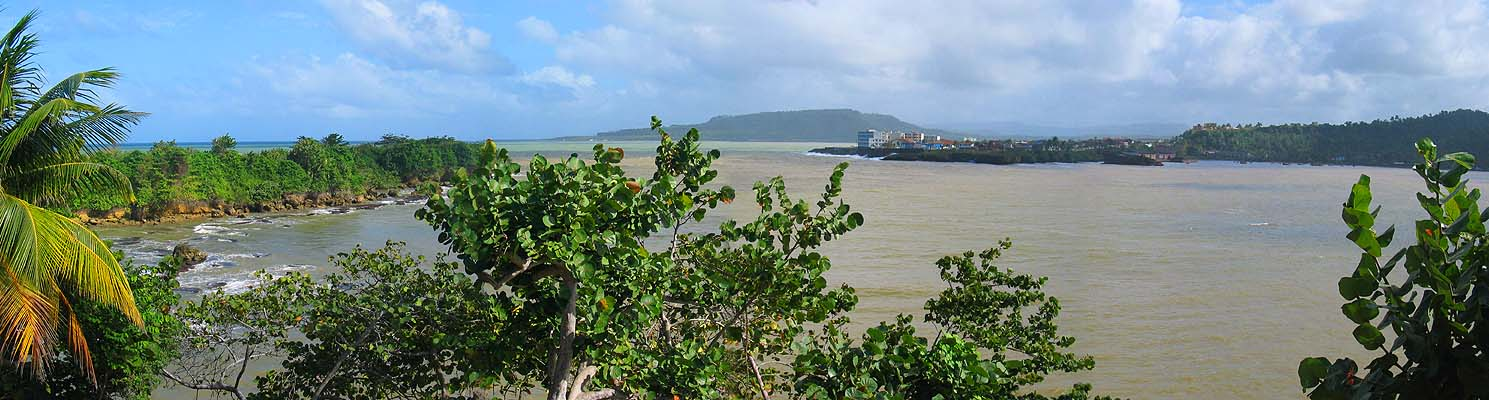
Blik over de baai van Baracoa op de stad zelf

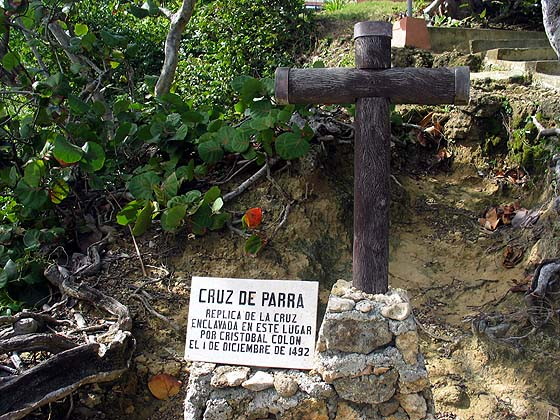
Replica van de Cruz de la Parra in Baracoa

## Vervoer
Baracoa is door bergruggen afgesneden van de rest van Cuba en bereikbaar via een enkele weg. Hierdoor zijn de haven en een vliegveld zeer belangrijk voor de stad.

## Economie
Baracoa is een centrum voor de verwerking en export van producten uit de omliggende regio zoals bananen, kokosnoten en cacao. Ook is Baracoa door zijn lange geschiedenis een belangrijke toeristische trekpleister. Liefhebbers van ecotoerisme en ornithologie kunnen in de Cubaanse tropische regenwouden en plantages van Theobroma cacao en koningspalm ruim 250 soorten Cubaanse vogels observeren.

## Geboren
- Manuel Jimenes (1808-1854), president van de Dominicaanse Republiek
- María Colón (1958), speerwerpster